# Apicia micca
Apicia micca är en fjärilsart som beskrevs av Druce 1892. Apicia micca ingår i släktet Apicia och familjen mätare. Inga underarter finns listade i Catalogue of Life.